# Abdel El Manira
Abdel El Manira, né le 28 janvier 1965, est un neuroscientifique maroco-suédois et professeur distingué à l’Institut Karolinska à Stockholm, en Suède. Il est largement reconnu pour ses recherches sur les circuits neuronaux contrôlant le mouvement, notamment sur le rôle des circuits moteurs de la moelle épinière dans la locomotion et le comportement moteur. El Manira dirige actuellement le Laboratoire de Neurobiologie des Actions Motrices à l’Institut Karolinska, où il étudie les principes fondamentaux de l’organisation et du fonctionnement des circuits moteurs.

## Biographie
El Manira est né à Rabat, au Maroc en janvier 1965, et détient la double nationalité marocaine et suédoise. Il a obtenu une licence en biologie à l’Université Mohammed-V de Rabat en 1988, puis un doctorat en neurosciences à l’Université Aix-Marseille, en France, en 1992. Ses travaux de doctorat portaient sur les mécanismes neuronaux sous-jacents au mouvement, posant les bases de ses recherches ultérieures. Après l’obtention de son doctorat, il a rejoint le Département de neurosciences de l’Institut Karolinska en Suède en tant que chercheur postdoctoral.
En 1994, El Manira a commencé sa carrière de chercheur indépendant en tant que professeur assistant à l’Institut Karolinska, soutenu par le Conseil Suédois de la Recherche. En 2003, il a reçu le Prix d’excellence en recherche, et en 2005, il a été promu professeur de neurosciences. En 2017, il a obtenu le Prix de professeur distingué du Conseil Suédois de la Recherche. El Manira est membre de l’Assemblée Nobel de l’Institut Karolinska et siège au Comité Nobel pour le Prix Nobel de physiologie ou de médecine depuis 2020,. Il a également été président du Conseil Scientifique pour la Médecine au sein du Conseil Suédois de la Recherche.

## Travaux de recherche
Ses recherches portent sur la compréhension de la manière dont les circuits neuronaux du cerveau et de la moelle épinière coordonnent les actions motrices complexes,. Son équipe étudie l’interaction entre ces circuits pour produire des mouvements précis et adaptables. Une contribution majeure de ses travaux est la découverte d’une organisation modulaire des circuits au sein de la moelle épinière, fonctionnant comme une « boîte de vitesses » intrinsèque permettant de contrôler la vitesse du mouvement,. Son laboratoire a identifié un module de circuit en trois parties, qui permet aux animaux de passer en douceur entre différentes vitesses grâce à l’activation de voies neuronales spécifiques.
Les recherches de El Manira ont également démontré que les motoneurones jouent un rôle actif au sein des réseaux centraux responsables des mouvements rythmiques. Ses travaux mettent en évidence le double rôle des motoneurones, à la fois en tant qu’initiateurs et participants dans le contrôle moteur, apportant une nouvelle façon d’appréhender la fonction des réseaux centraux dans le comportement moteur. Par ailleurs, son laboratoire a découvert le premier organe proprioceptif intraspinal composé de neurones Piezo2+, identifiant une nouvelle classe de propriocepteurs au sein du système nerveux central. Plus récemment, son équipe a identifié des signatures transcriptomiques qui organisent les sous-types neuronaux en modules de circuits fonctionnels contrôlant la vitesse locomotrice, offrant de nouvelles perspectives sur les profils génétiques et moléculaires qui façonnent la diversité des circuits moteurs.

## Distinctions
El Manira est commandeur de l’ordre du Mérite national et chevalier de l’ordre du Trône du Maroc. Il a été élu à l’Académie Hassan II des Sciences et Technologies du Maroc en 2013, à l’Académie royale des sciences de Suède en 2015, et à l’Academia Europaea en 2017,,,,. Il a également reçu le Prix de Professeur Distingué de l’Institut Karolinska ainsi qu’une subvention du Conseil européen de la recherche (ERC Advanced Grant).

## Sources
1. 1 2  (en) « Department of Neuroscience Karolinska Institute », sur elmaniralab (consulté le 15 novembre 2024).
2. ↑  « Abdeljabbar El Manira. Curriculum vitae », sur Academia Europaea.
3. ↑  https://news.ki.se/distinguished-professor-grants-to-five-ki-researchers
4. ↑  (en) « The Nobel Assembly », sur The Nobel Prize in Physiology or… (consulté le 15 novembre 2024).
5. ↑  (en) « The Nobel Committee », sur The Nobel Prize in Physiology or… (consulté le 15 novembre 2024).
6. ↑  (en) « The Scientific Council for Medicine and Health », sur vr.se (consulté le 15 novembre 2024).
7. ↑  https://ki.se/en/research/research-areas-centres-and-networks/research-groups/neurobiology-of-motor-actions-abdel-el-manira-group
8. ↑  (en) Abdeljabbar El Manira, « Separate microcircuit modules of distinct v2a interneurons and motoneurons control the speed of locomotion », Neuron, vol. 83, no 4,‎ 20 août 2014, p. 934–943 (ISSN 1097-4199, PMID 25123308, DOI 10.1016/j.neuron.2014.07.018, lire en ligne, consulté le 15 novembre 2024).
9. ↑  (en) Abdeljabbar El Manira, « Multiple Rhythm-Generating Circuits Act in Tandem with Pacemaker Properties to Control the Start and Speed of Locomotion », Neuron, vol. 105, no 6,‎ 18 mars 2020, p. 1048–1061.e4 (ISSN 1097-4199, PMID 31982322, DOI 10.1016/j.neuron.2019.12.030, lire en ligne, consulté le 15 novembre 2024).
10. ↑  (en) Abdeljabbar El Manira, « Modular circuit organization for speed control of locomotor movements », Current opinion in neurobiology, vol. 82,‎ 1er octobre 2023, p. 102760 (ISSN 1873-6882, PMID 37597455, DOI 10.1016/j.conb.2023.102760, lire en ligne, consulté le 15 novembre 2024).
11. ↑  (en) Abdeljabbar El Manira, « Motor neurons control locomotor circuit function retrogradely via gap junctions », Nature, vol. 529, no 7586,‎ 21 janvier 2016, p. 399–402 (ISSN 1476-4687, PMID 26760208, DOI 10.1038/nature16497, lire en ligne, consulté le 15 novembre 2024).
12. ↑  (en) Abdeljabbar El Manira, « A spinal organ of proprioception for integrated motor action feedback », Neuron, vol. 109, no 7,‎ 7 avril 2021, p. 1188–1201.e7 (ISSN 1097-4199, PMID 33577748, DOI 10.1016/j.neuron.2021.01.018, lire en ligne, consulté le 15 novembre 2024).
13. ↑  (en) Abdeljabbar El Manira, « Molecular blueprints for spinal circuit modules controlling locomotor speed in zebrafish », Nature neuroscience, vol. 27, no 1,‎ 1er janvier 2024, p. 78–89 (ISSN 1546-1726, PMID 37919423, DOI 10.1038/s41593-023-01479-1, lire en ligne, consulté le 15 novembre 2024).
14. ↑  « Académie Hassan II des Sciences et Techniques du Maroc. Membres résidents et membres associés », sur sciences.ma (consulté le 15 novembre 2024).
15. ↑  (en) « Abdel El Manira - Kungl. Vetenskapsakademien », sur Kungl. Vetenskapsakademien (consulté le 15 novembre 2024).
16. ↑  (en) « Member », sur Academia Europaea.
17. ↑  Thomas Savage, « Un professeur marocain membre de l'Académie qui décerne les prix Nobel », sur Telquel, 21 novembre 2015
18. ↑  « Abdeljabbar El Manira, un Marocain au Nobel », sur Quid.ma, 3 octobre 2023
19. ↑  Reda Bensaoud, « Portrait : Le Pr marocain de neuroscience El Manira élu à l'Académie royale suédoise qui décerne le prix Nobel », sur Maroc Hebdo, 20 novembre 2015
20. ↑  (en) « Three KI researchers awarded prestigious ERC grant », sur Institut Karolinska, 11 avril 2024